# 34.º distrito congresional de Texas
El 34.º distrito congresional es un distrito congresional que elige a un Representante para la Cámara de Representantes de los Estados Unidos por el estado de Texas. El distrito fue creado a partir del censo de los Estados Unidos de 2010 y empezó a funcionar en el 113.º Congreso.
El distrito actualmente está representado por la republicana Mayra Flores.

## Geografía
El 34.º distrito congresional se encuentra ubicado en las coordenadas 25°55′49″N 96°46′48″O / 25.930278, -96.78. El distrito abarca el área entre la costa del golfo de Brownsville y Corpus Christi.